# سارغراموستيم
سارغراموستيم هو عامل تحفيز مستعمرات الخلايا المحببة الأكولة الماشوب ويؤدي وظيفة منشط مناعي.
ينتج بواسطة خميرة.

## التسويق
تنتجه وتسوق شركة جنزايم تحت اسم تجاري هو Leukine.

## الاستعمالات
- يستعمل سارغراموستيم لإعادة الدم النخاعي بعد زراعة نخاع العظم الذاتي أو الخيفي.
- يستعمل لعلاج قلة الخلايا المتعادلة بالمحدث بالعلاج الكيمياوي المستعمل في علاج ابيضاض الدم النقوي الحاد.
- أظهرت الدراسات فائدة في استعماله في داء كرون وأمراض الجهاز الهضمي الالتهابية.
- تجرى الدراسات حول استعماله في علاج الداء البروتيني السنخي الرئوي.[3]
- كما أجريت دراسات حول استعماله مع فيروسات تنفسية معوية يتيمة محللة للورم لعلاج سرطان الدماغ.[4]